# Rhynchomys mingan
Rhynchomys mingan és una espècie de mamífer rosegador de la família dels múrids. És endèmic del vessant sud-occidental del Mont Mingan, a l'illa filipina de Luzon, on viu a altituds d'entre 1.476 i 1.785 msnm. El seu hàbitat natural són els boscos montans i molsosos. Té una llargada de cap a gropa de 175-199 mm, la cua de 118-134 mm i un pes de 132-176 g. El seu nom específic fa referència al Mont Mingan.